# Felipe Melo
Pour les articles homonymes, voir Melo (homonymie) et Carvalho.
Felipe Melo de Carvalho est un footballeur international brésilien né le 26 juin 1983 à Volta Redonda, jouant au poste de milieu de terrain défensif.

## Biographie

### Débuts au Brésil
Il commence sa carrière au CR Flamengo, puis part en 2003 pour Cruzeiro. Avec Vanderlei Luxemburgo, qui deviendra par la suite entraîneur du Real Madrid, de Santos, Palmeiras ou encore l'Atletico Mineiro, il devient champion du Brésil, et remporte également la coupe nationale la même année.

### Carrière en Espagne
Felipe Melo arrive en Espagne en 2005, au RCD Majorque. Quelques mois plus tard, il rejoint le Racing de Santander. Il se blesse au tout début de sa seconde saison au club et est absent pendant plusieurs semaines. En 2007, il quitte Santander pour Almería.

### Carrière en Italie
Sollicité par le Barça, la SS Lazio et le Real, il signe à la Fiorentina, qu'il rejoint en juin 2008 pour un montant de 8 millions d'euros.
Avec la Fiorentina, il descend d'un cran sur le terrain et joue comme milieu défensif.
Transféré à la Juventus de Turin en 2009, ses prestations décevantes font qu'il est élu Bidon d'or 2009.
Il est également international brésilien depuis 2009 en étant titularisé dans l'entre-jeu au côté de Gilberto Silva.
Il est sélectionné par Dunga en vue du Mondial 2010. Lors du quart de finale contre les Pays-Bas, Il fait une passe décisive. Plus tard dans le match il se fait expulser après avoir piétiné Robben . À la suite de l'élimination du Brésil, il a été considéré comme étant en partie le responsable de cet échec.
Pour sa deuxième saison à la Juventus, Felipe Melo renait, enchaine les bonnes performances et frôle même la perfection après un excellent match contre le Milan AC. Il retrouve cette confiance qui lui faisait cruellement défaut la saison précédente et le niveau qui était le sien à la Fiorentina. Le Brésilien s'affirme alors comme un élément incontournable de la Juve de Luigi Del Neri et a pour ambition de « devenir une idole pour les tifosi » .

### Carrière en Turquie
Le 22 juillet 2011, Melo est prêté avec option d'achat au Galatasaray SK pour une saison. Il perçoit alors 3,3 millions d'euros dans son club ainsi qu'un bonus de 30 000 euros par match disputé. Le club stambouliote peut décider de lever l'option d'achat à tout moment de la saison en payant une somme de 16 000 000 d'euros à la Juventus. Il porte le numéro 10 dans son nouveau club. Il marque un superbe but lors de la 2e journée du championnat. Il forme un magnifique duo au milieu de terrain avec son coéquipier, Selçuk Inan.
Le 8 juillet 2012, les Turinois trouvent un accord avec le club turc pour un prêt d'un an supplémentaire leur coûtant 1,5 million d'euros, avec une option d'achat qui s'élève à 13 millions d'euros.
Le 24 novembre 2012, lors d'un match de championnat du Galatasaray SK contre l'Elazığspor, il réussit l'étonnant exploit d'arrêter un penalty alors que le gardien de son équipe Fernando Muslera venait d'être expulsé et que les trois changements avaient été effectués. Grâce à cet arrêt dans les toutes dernières minutes de jeu, il permet au Galatasaray SK de remporter le match (1-0). Il faut noter que cet exploit lui a permis d'être le tout premier joueur de terrain de l'histoire de FIFA à avoir une carte en tant que gardien de but dans le mode Ultimate Team de FIFA 13.
En juillet 2013, Galatasaray lève son option d'achat fixé à 3 millions d'euros. Il marque son premier but en Ligue des champions contre le FC Copenhague (3-1).

### Retour en Italie
Le 31 août 2015, il fait son retour en Italie en s'engageant pour deux ans avec l'Inter Milan contre environ 3,5 millions d'euros. Après 4 victoires lors des 4 premières rencontres de championnat, il déclare que « l'Inter se doit de se battre pour le titre et de remporter des trophées ».

### Prises de position politiques
Lors de l'élection présidentielle brésilienne de 2018, il apporte son soutien au candidat d’extrême droite Jair Bolsonaro.

## Palmarès

### Club
CR Flamengo
- Vainqueur du Championnat Carioca en 2001.
- Vainqueur de la Copa dos Campeões en 2001.
- Vainqueur de la Coupe Guanabara en 2001.

 Cruzeiro EC
- Champion du Brésil en 2003.
- Vainqueur de la Coupe du Brésil en 2003.

 Galatasaray SK
- Champion de Turquie en 2012, 2013 et 2015.
- Vainqueur de la Coupe de Turquie en 2014 et 2015.
- Vainqueur de la Supercoupe de Turquie en 2012, 2013 et 2015

 SE Palmeiras
- Champion du Brésil en 2018.
- Vainqueur de la Copa Libertadores en 2020 et 2021.
- Vainqueur de la Coupe du Brésil en 2020.
- Vainqueur du Championnat de São Paulo en 2020.

 Fluminense
- Vainqueur de la Copa Libertadores en 2023
- Vainqueur du Championnat Carioca en 2022 et 2023
- Vainqueur de la Recopa Sudamericana en 2024

### Sélection
- Vainqueur de la Coupe des confédérations en 2009 avec l'équipe du Brésil.